# كل يوم (فلم)
كل يوم (بالإنجليزية: Every Day) هو فيلم خيال رومنسي درامي أمريكي من إخراج مايكل سوسي سنة 2018، وبطولة كل من أنجوري رايس وجاستيس سميث وديبي رايان وماريا بيلو.

## القصة
تتركز أحداث الفيلم حول (ريانون)، فتاة مراهقة في السادسة عشر من عمرها، تقع في حب كيان روحي يدعى (إيه)، وهو كيان مسافر يستيقظ في كل صباح داخل جسد مختلف عن اليوم الذي سبقه، ليحيا حياة مختلفة كل يوم.

## روابط خارجية
مقالات تستعمل روابط فنية بلا صلة مع ويكي بيانات

لا توجد روابط لمواقع التواصل الاجتماعي.